# 嘉林站
嘉林站（越南语：／*/?）是越南首都河内市龍編郡嘉瑞坊的一個鐵路車站，距河内市中心5公里。它是河同铁路混合轨的终点站，每天通往中国南宁的国际联运列车MR1/2次，以及每周两班開往北京的Z5/Z6列車从该站出发。相对应的，河内火车站仅以米轨提供服务。